# Concert: The Cure Live
Concert: The Cure Live — первый концертный альбом английской группы The Cure, вышедший в 1984 году.
Concert: The Cure Live был записан в Лондоне и в Оксфорде в 1984 году. Издание на кассете содержало в себе концерт на одной стороне и сборник Curiosity (Killing the Cat): Cure Anomalies 1977–1984 на другой.

## Список композиций
Все песни написаны группой The Cure (Роберт Смит, Саймон Гэллап, Лоуренс Толхерст), кроме отмеченных.
1. Shake Dog Shake (Смит) — 4:14
2. Primary — 3:29
3. Charlotte Sometimes — 4:06
4. The Hanging Garden — 4:05
5. Give Me It (Смит) — 2:49
6. The Walk (Смит, Толхерст) — 3:31
7. One Hundred Years — 6:48
8. A Forest (Смит, Хартли, Гэллап, Толхерст) — 6:46
9. 10:15 Saturday Night (Смит, Дэмпси, Толхерст) — 3:44
10. Killing an Arab (Смит, Дэмпси, Толхерст) — 2:51

## Содержание компакт-кассеты
Сторона Б содержала в себе Curiosity (Killing the Cat): Cure Anomalies 1977—1984 — раритетные композиции группы, записанные в период с 1977 по 1984 года:
1. Heroin Face (теперь можно найти на втором диске переиздания Three Imaginary Boys)
2. Boys Don’t Cry (теперь можно найти на втором диске переиздания Three Imaginary Boys)
3. Subway Song (теперь можно найти на втором диске переиздания Three Imaginary Boys)
4. At Night (теперь можно найти на втором диске переиздания Seventeen Seconds)
5. In Your House (теперь можно найти на втором диске переиздания Seventeen Seconds)
6. The Drowning Man (теперь можно найти на втором диске переиздания Faith)
7. Other Voices (теперь можно найти на втором диске переиздания Faith)
8. The Funeral Party (теперь можно найти на втором диске переиздания Faith)
9. All Mine (теперь можно найти на втором диске переиздания Pornography)
10. Forever (теперь можно найти на втором диске переиздания The Top)

## Участники записи
- Роберт Смит — вокал, гитара
- Порл Томпсон — гитара, саксофон, клавишные
- Энди Андерсон — ударные
- Филип Торналли — бас-гитара
- Лоуренс Толхерст — клавишные